# Trent, Dorset
Trent är en ort och civil parish i Storbritannien.   Den ligger i kommunen Dorset och riksdelen England, i den södra delen av landet, 180 km väster om huvudstaden London. Trent ligger 52 meter över havet och antalet invånare är 317.
Terrängen runt Trent är platt. Runt Trent är det ganska tätbefolkat, med 86 invånare per kvadratkilometer. Närmaste större samhälle är Yeovil, 4,4 km sydväst om Trent. Trakten runt Trent består till största delen av jordbruksmark.